# 蒲掌乡
蒲掌乡，是中华人民共和国山西省运城市垣曲县下辖的一个乡镇级行政单位。

## 行政区划
蒲掌乡下辖以下地区：
蒲掌村、陈河村、高崖村、南蒲村、双庙村、河东村、西阳村、水出窑村、北阳村、邱家沟村、郭家河村、洼里村、堤沟村、下马村和尖圪塔村。